# Kézai Béla
Kézai Béla Alajos, eredetileg Kotracsek (Budapest, 1904. augusztus 28. – Budapest, 1983. november 26.) újságíró, politikai publicista.

## Életrajza
Kotracsek Béla Ubrik és Fodor Vilma fia. A marosvásárhelyi római katolikus gimnáziumban érettségizett, majd 1924-től 1930-ig a budapesti Szent Imre Kollégium tagjaként a Pázmány Péter Tudományegyetemen irodalmat és történelmet tanult. 1934-től a keresztény konzervativizmus és a magyar fajvédelmi ideológia szellemi határvidékén ingadozó, ennek megfelelően meglehetősen radikális hangvételű Nemzeti Újság publicistája, majd 1941-től irodalmi rovatvezetője volt. 1945 szeptemberétől az Új Ember, majd 1950-től 1972-ig, nyugdíjazásáig bezárólag a Katolikus Szó tördelőszerkesztője és az Ecclesia kiadó munkatársa volt. 1944 júliusában Ferenc József irodalmi díjjal tüntették ki.
Publicisztikájában több alkalommal is komoly figyelmet szentelt a magyar társadalmi és kulturális élet főbb korabeli feszültségei taglalásának, a Magyar Kultúra egyik vendégszerzőjeként A magyar lélek belső válsága címen 1938-ban különösen megrázó tudósítást közölt az 1930-as évek végére eszkalálódó, különösen a magyar középosztály sváb származású elemei esetében tapasztalható disszimiláció folyamatáról.
Felesége Bálizs Katalin volt, akit 1938. október 30-án Budapesten, a Józsefvárosban vett nőül.

## Főbb művei
- Az utolsó nap (Budapest, 1940)
- Isten földje az őserdőben (Budapest, 1947, Szív füzetek 8.)
- Szent Bernadette (Budapest, 1958)
- Jel és sors: elbeszélések, történetek (Budapest,, 1966)
- Nikodémus levelei (Fordítás, 1977)